# 僕が星になるまえに
『僕が星になるまえに』（ぼくがほしになるまえに、Third Star）は2010年のイギリスのドラマ映画。ハッティー・ダルトン監督、ベネディクト・カンバーバッチ主演。末期がんに侵された青年とその友達による旅を描いたもので、男同士の絆、また生きていくことの意味を描いている。2010年のエディンバラ映画祭出品作でもある。ダルトンはこれが初めての長編であり、カンバーバッチもこの作品で映画初出演を果たした。日本では2013年10月に全国で上映されている。

## ストーリー

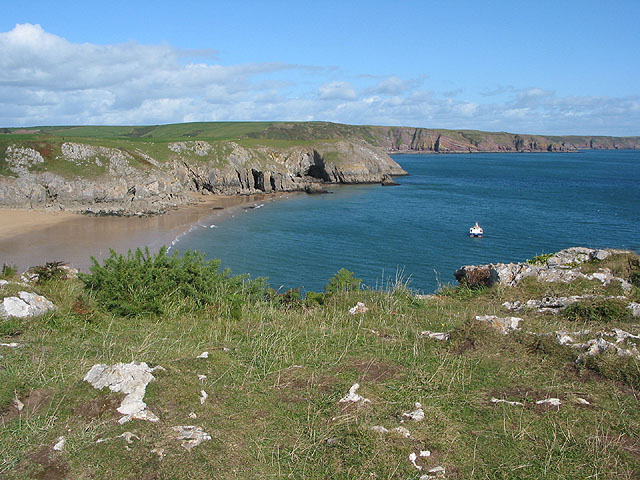
バラファンドル湾

29歳の誕生日を迎えたばかりのジェームズは、末期がん（横紋筋肉腫）を患ってモルヒネを服用しており、余命いくばくもない状態だった。自分の最後の願いを叶えようと、残された時間を利用して、3人の親友、デイヴィー、ビル、マイルズを誘い、彼が「世界一好きな場所」であるウェールズのバラファンドル湾へ、キャンプをしながら旅を続ける。すでに体力が落ち、体の自由も効かないジェームズをカートに乗せ、男だけの4人の旅が始まった。4人は道中トラブルやいさかいを起こしながらも、それぞれが抱える悩みや本音をもあらわにして行く。やがて目的地を目前にしながら病状が悪化したジェームズは、仲間が止めるのも聞かず、痛みと戦いながら進もうとする。
実はこの旅にはジェームズがデイヴィーたちに隠していた目的があった。それはバラファンドル湾で泳いで、そのまま逝くというものだった。デイヴィーたちにその目的を明かし、自分を見送って欲しいと頼むジェームズに、デイヴィーたちは当然ながら強く反対する。しかし、薬の効き目が切れ、激しくもがき苦しむジェームズの姿に、3人はジェームズを見送ることを決める。それでも、いざジェームズが沖に向かって泳ぎ出すと3人はジェームズのもとに向かって泳ぎ出す。泳げないデイヴィーをビルが岸に戻している間に、ジェームズはマイルズに改めて見送って欲しいと頼むと、自ら海に沈む。マイルズはジェームズを助け出そうと後を追うが、彼の様子に結局助け出すことなく見送る。ジェームズの亡骸を抱えてマイルズが岸に戻ると、3人は沈痛な面持ちでジェームズの遺体を囲む。

## キャスト
（）内日本語吹き替え版の声優
- デイヴィー - トム・バーク（川島得愛）
- ジェームズ - ベネディクト・カンバーバッチ（三上哲）
- マイルズ - JJ・フィールド（宮本崇弘）
- ビル - アダム・ロバートソン（梶雅人）
- 海岸の男性 - ヒュー・ボネヴィル[1]

## スタッフ
- 監督：ハッティー・ダルトン
- 製作：ケリー・ブロード
- 製作総指揮：マーガレット・マシスン、ナイジェル・トーマス、ポーリン・バート、ケイト・クロウザー、シャーロット・ウォールズ
ポール・ヒギンズ
- 脚本：ヴォーン・シヴェル
- 撮影：カルロス・カタラン
- プロダクションデザイン：リチャード・キャンプリング
- 衣装デザイン：マリアンヌ・エイガートフト
- 編集：ピーター・クリステリス
- 音楽：スティーヴン・ヒルトン[1]

## エピソード
この映画の上映中、日本語版でベネディクト・カンバーバッチ演じるジェームズの吹き替えを担当した、俳優の三上哲によるトークイベントが東京のヒューマントラストシネマ有楽町で行われ、この作品の熱心なファンが詰めかける中、吹替えのこつなどを語り、最後には実際の吹替えも披露して見せた。三上は『シャーロック』や『スター・トレック イントゥ・ダークネス』、DVD版の『パレーズ・エンド』、『ミス・マープル4 殺人は容易だ』などでカンバーバッチの吹替えを担当している。

## 日本版DVD
2013年12月20日に英語音声、日本語字幕付きで発売されている。